# بخش پالی
بخش پالی (انگلیسی: Pali district) یکی از بخش‌های هند است که در راجستان واقع شده‌است. شهرک پالی مرکز این بخش است.